# Please Don't Leave Me
"Please Don't Leave Me" là đĩa đơn thứ ba được trích từ album Funhouse của nữ ca sĩ nhạc pop người Mỹ Pink. Đĩa đơn này được phát hành vào ngày 31 tháng 1 năm 2009 tại Úc.
"Please Don't Leave Me" được sáng tác bởi Pink và nhà sản xuất âm nhạc Max Martin. Với ca từ và nhịp điệu mạnh mẽ, bài hát đã thể hiện được sự khát khao của một cô gái muốn níu kéo tình yêu của mình. Đĩa đơn này khá thành công khi lọt vào top 10 ở Đức, Áo, Canada... và top 20 tại Mĩ, Anh, Úc...